# Battaglia di Altenesch

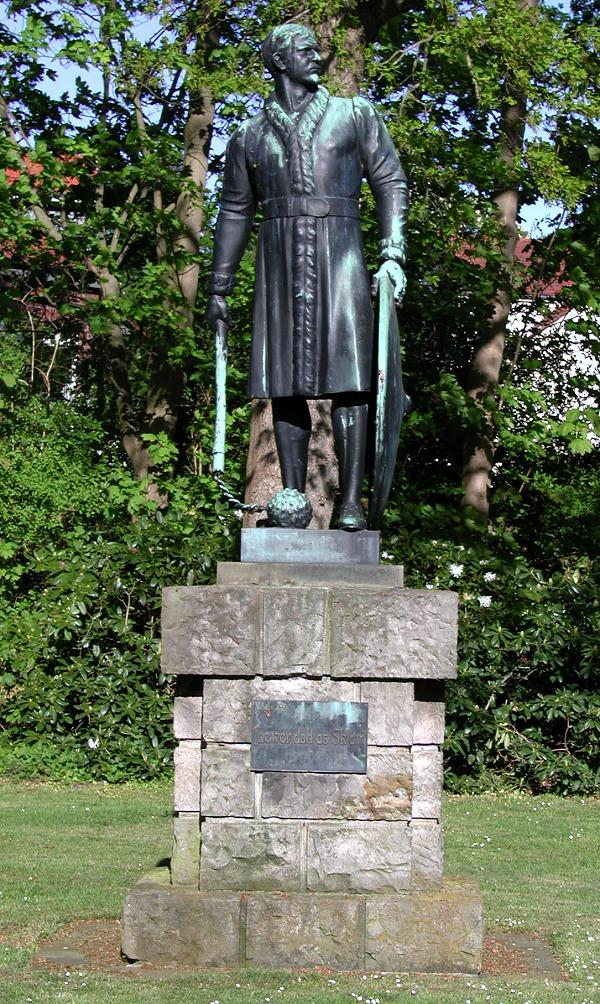
Hartwarder Friese

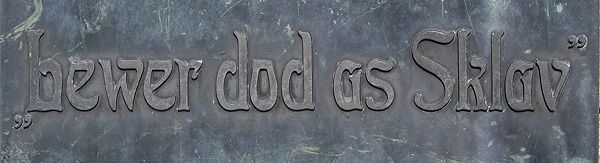
Lewer dod as Sklav

La battaglia di Altenesch fu combattuta presso Altenesch fra le truppe dei conti di Oldenburg e dell'Arcivescovato di Brema, guidate da Enrico I di Brabante, e la popolazione degli Stedinger il 27 maggio 1234 e si risolse con la sconfitta di questi ultimi. La battaglia segnò la fine della guerra degli Stedinger.

## Storia
Nella battaglia si confrontarono la popolazione rurale degli Stedinger contro l'esercito crociato dell'arcivescovo di Brema, Gerardo II di Lippe ed i suoi alleati. Si trattò della prima crociata in territorio tedesco.

### Premesse
I rapporti di signoria nella terra degli Stedinger erano disomogenei. I conti di Oldenburg avevano, sotto la sovranità degli arcivescovi di Brema, diritti di avvocazia e facevano lavorare gli abitanti, ma anche la città di Brema cercava di affermarsi nella regione, dove, fra l'altro, aveva eretto Vredeborg, che si trovava presso l'attuale Nordenham. Soprusi da parte dei cittadini furono attribuiti ai bremani e gli Stedinger non si sentirono più legati agli accordi presi. Le prime ribellioni iniziarono a nord del fiume Hunte, già nel 1204. Dal 1212 al 1214 gli Stedinger distrussero alcuni villaggi e nel 1216 conclusero con l'arcivescovo Gerardo II un armistizio, ma gli rifiutarono dal 1220 ogni tributo. Di conseguenza essi furono scomunicati da Gerardo II e dopo il sinodo di Brema del 1230 accusati anche di eresia.
Nel 1232 l'arcivescovo convinse papa Gregorio IX a consentirgli l'organizzazione di predicare una crociata contro gli Stedinger, accampandone il motivo, tra gli altri, di un attacco all'abbazia di Hude.
Nel giugno 1233 ebbe luogo una spedizione punitiva dell'esercito crociato nella parte orientale del territorio degli Stedinger. Un attacco sulla zona ovest del medesimo ebbe luogo il mese successivo e terminò con una sconfitta degli attaccanti e con la morte di Burcardo di Oldenburg, conte di Wildeshausen.

### La battaglia
Dopo l'allestimento di un numericamente imponente esercito, composto tra i 4 000 e gli 8 000 armati (di cui tra i 600 e i 1 000 cavalieri), si giunse all'ultima battaglia contro gli Stedinger. Tra i 2 000 e i 4 000 Stedinger, al motto Lewer dod as Sklav ("Meglio morti che schiavi"), si apprestarono a combattere sotto il comando di Thammo von Huntorp (Huntdorf), Detmar tom Dyk (tom Dieke) (Deichshausen o Deichhausen) e Bolko von Bardenfleth, ma furono annientati in battaglia.

### Perdite
Il presunto numero degli Stedinger morti, sarebbe stato, secondo gli Annali di Erfurt di Alberto di Stade, compresi donne e bambini, di 6000; 4000 invece sarebbe il numero dei caduti secondo la Cronaca di Rastede e solo 2000 per la Chronica regia Coloniensis. Molti o anche solo alcuni potrebbero essere fuggiti nell'attuale Stadland.
Tutti gli Stedinger si sottomisero all'obbligo del tributo, compresi quelli che prima, grazie a diversi accordi, ne erano esenti.

## Ricordi
- Le battaglie degli Stedinger contro la città di Brema sono anche ricordate dal cosiddetto Hartwarder Friese a Rodenkirchen, che porta la scritta Lewer dod as Sklav ("Meglio morti che schiavi")
- Sul campo di battaglia stesso vi è la chiesa di San Gallo di Altenesch, che fu consacrata già nel 1299. Oggi un obelisco in ghisa al numero 875 della Landstraße in Lemwerder-Altenesch ricorda la battaglia